# Bezirk Maków
Bezirk Maków – dawny powiat (Bezirk) kraju koronnego Królestwo Galicji i Lodomerii, funkcjonujący w latach 1854–1867. Siedzibą starostwa było miasteczko Maków.

## Historia
Bezirk Maków utworzono w ramach reformy uwłaszczeniowej z okresu Wiosny Ludów (1848–1849), która likwidowała jurysdykcję właściciela ziemskiego nad poddanymi. W Galicji, dominium – jako podstawowa jednostka administracyjna i filar systemu feudalnego straciło rację bytu. Konieczne stało się zatem wprowadzenie nowego systemu administracyjnego, którego zręby powstały w latach 1851–1855. Nowy trójstopniowy podział administracyjny objął 21 cyrkułów (niem. Kreise), 179 małych powiatów (niem. Bezirke) i ponad 6000 gmin (niem. Gemeinde).
Bezirk Maków objął obszar o wielkości 5,7 mil², zamieszkany przez 20.118 ludzi i podzielony na 15 gmin katastralnych, w tym miasteczko Maków. Wszedł w skład cyrkułu wadowickiego, jako jeden z jego trzynastu powiatów ziemskich. Na samym południu powiat graniczył z Zalitawią. 1 maja 1860 zniesiono cyrkuł wadowicki, a jego cały obszar włączono do cyrkułu krakowskiego.
Po nadaniu Galicji autonomii oraz powołaniu samorządu gminnego i powiatowego w 1865 zlikwidowano cyrkuły (Kreise). Dotychczasowe małe powiaty (Bezirke) w liczbie 179, utrzymały się do 1867 roku, kiedy to w następstwie kolejnej reformy administracyjnej (23 stycznia 1867) zostały zastąpione przez 74 większe powiaty. Obszar zniesionego Bezirk Maków wszedł wtedy w skład głównie nowo utworzonego powiatu myślenickiego oraz częściowo nowego powiatu wadowickiego (vide podział w tabeli poniżej). 1 sierpnia 1878 częściowo zmieniono granice powiatu makowskiego, włączając gminę Budzów do powiatu myślenickiego. 1 stycznia 1924 trzynaście gmin z dawnego Bezirk Maków weszło w skład nowo utworzonego powiatu makowskiego. 1 kwietnia 1932, po zniesieniu powiatu makowskiego, prawie wszystkie te gminy włączono do powiatu wadowickiego, oprócz gminy Osielec (z włączonymi do niej 1 kwietnia 1930 gminami Wieprzec i Kojszówka), która powróciła do powiatu myślenickiego.
16 października 1930 nazwę miasta Maków zmieniono na Maków Podhalański.

## Podział administracyjny (1854)
| Lp. | Gmina jednostkowa | Powierzchnia | Ludność | Powiat w 1867 po zniesieniu |
| --- | ----------------- | ------------ | ------- | --------------------------- |
| 1   | Maków (m)         | 3855         | 2084    | myślenicki                  |
| 2   | Bieńkówka         | 3553         | 1376    | myślenicki                  |
| 3   | Budzów            | 2539         | 1375    | wadowicki                   |
| 4   | Jachówka          | 2067         | 808     | myślenicki                  |
| 5   | Żarnówka          | 3252         | 1274    | myślenicki                  |
| 6   | Biała             | 2086         | 1064    | myślenicki                  |
| 7   | Grzechynia        | 3174         | 1493    | myślenicki                  |
| 8   | Juszczyn          | 4383         | 1276    | myślenicki                  |
| 9   | Kojszówka         | 1705         | 541     | myślenicki                  |
| 10  | Osielec           | 4217         | 1363    | myślenicki                  |
| 11  | Skawica           | 4845         | 1421    | myślenicki                  |
| 12  | Wieprzec          | 791          | 288     | myślenicki                  |
| 13  | Zawoja            | 7537         | 4146    | myślenicki                  |
| 14  | Marcówka          | 749          | 339     | wadowicki                   |
| 15  | Zembrzyce         | 1895         | 1270    | wadowicki                   |

Objaśnienie:
(M) = miasto; (m) = miasteczko